# Solarwinds
SolarWinds ist ein auf Netzwerkmanagement-Software spezialisiertes US-amerikanisches Unternehmen. Es ist an der New York Stock Exchange börsennotiert und im Index Russell 1000 gelistet. Das rasche Wachstum der Gesellschaft und die erhebliche Ausweitung des Produktspektrums seit 2007 erfolgte vor allem durch zahlreiche Akquisitionen in den Bereichen Performance Management, Informationssicherheit, Netzwerkmonitoring, Datenbankmanagement und Datenanalyse, wobei sie mit anderen IT-Unternehmen wie Microsoft, Oracle und Cisco zusammenarbeitet.
Ein wichtiges Produkt von SolarWinds ist die Orion-Plattform, eine skalierbare Überwachungs- und Verwaltungsplattform für die gesamte IT-Infrastruktur, die außer von (meist US-amerikanischen) Großunternehmen auch von zahlreichen Regierungskunden genutzt wird. Im September 2019 wurde die Plattform Ziel des „größte[n] digitale[n] Angriff[s] des Jahrhunderts“, wie es beispielsweise im Deutschlandfunk, mit Bezug auf Sicherheitsexperten, heißt.

## Geschichte
SolarWinds wurde 1999 in Tulsa, Oklahoma, von Donald Yonce (einer Walmart-Führungskraft) und seinem Bruder David Yonce gegründet. SolarWinds bot als erste Produkte Trace Route und Ping Sweep im März 1998 an und veröffentlichte im November 2001 eine erste webbasierte Anwendung zur Überwachung der Netzwerkleistung. Laut Michael Bennett, der 2006 zum Chief Executive Officer ernannt wurde, wurde der Name SolarWinds von einem frühen Mitarbeiter gewählt. Das Unternehmen hat weder etwas mit Solar- noch mit Windenergie zu tun. 2006 verlegte das Unternehmen den Hauptsitz nach Austin in Texas, wo sich 2011 etwa 300 der 450 Mitarbeiter befanden. Das Unternehmen war von der Gründung bis zum Börsengang 2009 profitabel.
Im Jahre 2007 erhielt SolarWinds Finanzmittel von Austin Ventures, Bain Capital und Insight Venture Partners.
Den Börsengang schloss SolarWinds im Mai 2009 in einer Höhe von 112,5 Millionen US-Dollar ab. Bain Capital als auch Insight Venture Partners unterstützten den Börsengang und nutzten die Gelegenheit, viele ihrer Aktien zu verkaufen.
Im Jahr 2010 zog sich Bennett als CEO zurück und wurde vom Finanzchef des Unternehmens, Kevin Thompson, ersetzt.
Im Mai 2013 gab SolarWinds bekannt, in ein Betriebszentrum in Salt Lake City zu investieren. Forbes nannte Solarwinds die „Best Small Company in America“ unter Verweis auf die günstigen Produkte und das enorme Unternehmenswachstum. Damals beschäftigte SolarWinds etwa 900 Mitarbeiter.
Ende 2015 wurde die Übernahme durch die Private-Equity-Technologie-Investmentfirmen Silver Lake Partners und Thoma Bravo, LLC. angekündigt. Anfang 2016 wurde SolarWinds in einem 4,5-Milliarden-Dollar-Deal privat übernommen. Damals erwirtschafteten 1770 Mitarbeiter weltweit, davon 510 in Austin, einen Umsatz von etwa einer halben Milliarde Dollar pro Jahr.
Im November 2017 veröffentlichte SolarWinds AppOptics, das einen Großteil seines Softwareportfolios, auch Librato und TraceView, in ein einziges Software-as-a-Service-Paket integriert. AppOptics beinhaltete Kompatibilität mit Amazon Web Services und Microsoft Azure.
Im September 2018 beantragte SolarWinds erneut einen Börsengang, nachdem man drei Jahre lang im Besitz von Private-Equity-Firmen war. SolarWinds schloss den Börsengang am 19. Oktober 2018 ab.
Am 4. Januar 2021 löste Sudhakar Ramakrishna, vormals CEO von Pulse Secure, den bisherigen CEO Kevin Thompson ab. Im Juli 2021 wurde die Managed-Service-Provider-Sparte von Solarwinds abgelöst und unter dem Namen N-able als eigenes Unternehmen an die Börse gebracht.

## Produkte
SolarWinds bietet Produkte zu verschiedenen IT-Themen aus folgenden Bereichen an
- Überwachung[4]
- Netzwerk-Management[5]
- System-Management[6]
- Datenbank-Management[7]
- IT-Service-Management[8]
- Anwendungsverwaltung[9]
- IT Security[10]

## Firmenakquisitionen
Durch SolarWinds gekaufte Firmen
- Monalytic
- SentryOne
- VividCortex
- Confio Software
- Pingdom
- TEK-TOOLS
- Papertrail
- Librato
- DameWare
- TriGeo Network Security

## Sicherheitslücken
Seit September 2019 wurden unter anderem mit dem kompromittierten Solarwinds-Produkt Orion umfangreiche Cyberattacken ausgeführt. Dabei wurde in behördliche und privatwirtschaftliche  Rechnernetzwerke in den USA und Europa in bisher unerreichtem Umfang eingedrungen.
Mehrere voneinander unabhängige Gruppierungen schleusten über Update-Server mit Hintertüren eine Programmbibliothek ein, wodurch die Schadprogramme Sunburst (von Microsoft Solorigate genannt) sowie Supernova in die Netze gelangten. Der Sicherheitsforscher Vinoth Kumar erklärte, er habe SolarWinds schon im Jahr 2019 vor dem sehr schwachen Passwort solarwinds123 auf einem Update-Server gewarnt. Das FTP-Passwort war auf Github in ein öffentliches Repository eingecheckt. Solarwinds brachte Kunden dazu, Teile seiner Software von der Überwachung durch Virenschutzprogramme mittels Whitelisting auszunehmen.
Die über Monate unentdeckten Angreifer konnten auch nationale Kritische Infrastrukturen ausforschen.
Das befallene Update wurde von bis zu 18.000 Kunden installiert. Bisher ist bekannt, dass unter anderem das
Netzwerksicherheits-Unternehmen FireEye, VMware, mehr als 40 Kunden von Microsoft, das Finanzministerium der Vereinigten Staaten, das Landwirtschaftsministerium, die dem Handelsministerium untergeordnete National Telecommunications and Information Administration, das Energieministerium und die ihm unterstellte National Nuclear Security Administration sowie das Ministerium für Innere Sicherheit betroffen sind. Unternehmen und Einrichtungen außerhalb der Vereinigten Staaten, auch im deutschsprachigen Raum, sollen ebenfalls betroffen sein.
Am 7. Dezember 2020, wenige Tage bevor die Cyberattacke öffentlich bekannt wurde und in der Folge der Börsenkurs von Solarwinds abstürzte, verkauften die zwei Hauptinvestoren, die bis dahin zusammen rund 70 % der Aktien hielten, Anteile am Unternehmen im Wert von 280 Millionen Dollar (Silver-Lake-Anteile für 158 Millionen Dollar und Thoma Bravo von 128 Millionen Dollar) an den kanadischen Pensionsfonds Canada Pension Plan Investment Board (CPPIB). Beide US-Investoren sind jeweils mit drei Vertretern im Board of Directors von Solarwinds vertreten und bestreiten Insiderwissen, obwohl der Angriff seit Monaten im Gange war. Der scheidende CEO Kevin Thompson veräußerte bereits im November 2020 Aktien für mehr als 15 Millionen Dollar.
Im Jahr 2023 und im April 2024, im Juni 2024 sowie im August 2024 wurden erneut weitere schwere Sicherheitslücken bei Produkten von Solarwinds bekannt.

## Audiobeiträge
- Der SolarWinds-Hack – Was ist eigentlich genau passiert? Noch keine Beweise für russische Täterschaft, Audioversion von Patrick Beuth, Vera Linß, und Marcus Richter, Deutschlandfunk Kultur 2. Januar 2021
- Über die Orion-Plattform sind viele Kritische Infrastrukturen verwundbar IT-Sicherheit Solarwind-Attacke betrifft auch deutsche Ministerien und Firmen, Audio-Version, von Peter Welchering, Deutschlandfunk 9. Januar 2021
- Solarwinds: Update zum Ausmaß des Hackerangriffs, von Peter Welchering, Deutschlandfunk 22. Januar 2021